# Guillaume Apollinaire
Guillaume Apollinaire, pseudoniem van  Wilhelm Albert Włodzimierz Apolinary Kostrowicki (Rome, 26 augustus 1880 - Parijs, 9 november 1918), was een Franstalige schrijver en dichter.

## Levensloop

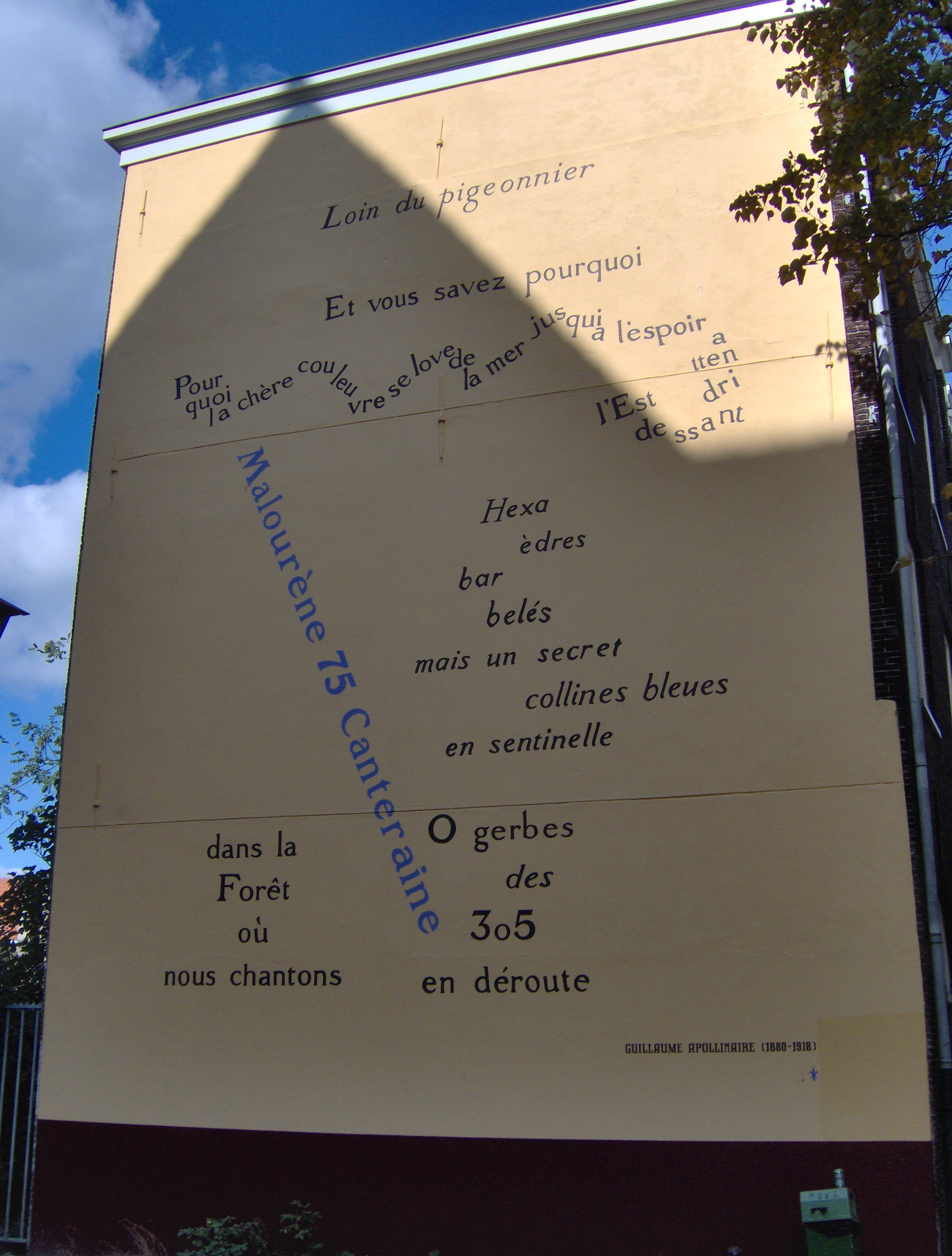
Gedicht van Apollinaire op een muur in Leiden

Kostrowitzki werd geboren in Rome als zoon van een ongehuwde vrouw van Poolse afkomst en een Italiaanse officier. In Stavelot, waar hij met zijn moeder verbleef, beleefde hij een ongelukkige liefde met het boerenmeisje Marije Dubois. Hierna vertrok hij in 1901 naar Duitsland, waar hij de uit Engeland afkomstige Annie Playden ontmoette, die zijn grote liefde en muze werd. Zij vertrok later echter naar de Verenigde Staten.
In Parijs werkte hij als bankemployé en als nègre (iemand die kopij voor een ander schrijft). Ook werkte hij soms als privéleraar en reisde hij door verschillende landen: België, Nederland, Duitsland, Oostenrijk, Hongarije en Engeland. In Parijs ontmoette hij de groten van zijn tijd: Picasso, Maurice de Vlaminck, Henri Matisse, Georges Braque, Max Jacob, André Derain, Raoul Dufy, Kees van Dongen en Henri Rousseau. Hier ontwikkelde hij zijn grote schrijftalent. Hij ontmoette de kunschilder Marie Laurencin, maar ook zij verliet hem, na zes jaar; ze trouwde met de Duitse Baron von Waetgen en vluchtte naar Spanje. Hij beschreef zijn verdriet in Le poète assassiné (De vermoorde dichter). Met Picasso bleef hij tot zijn dood bevriend. Verder publiceerde hij een bloemlezing uit het werk van Markies de Sade en publiceerde hij anoniem twee erotische romans. In 1913 verscheen zijn dichtbundel Alcools, een van de weinige bundels die tijdens zijn leven verschijnt. In 1914 nam hij dienst in het Franse leger, om te bewijzen dat hij een echte Fransman was. Enkele jaren eerder (september 1911) had hij namelijk gevangengezeten, omdat men hem verdacht van de diefstal van de Mona Lisa. Bekend was geworden, dat hij in 1907 kunstvoorwerpen uit het Louvre had ontvreemd en een deel daarvan had verkocht aan Picasso, die daarom ook verdacht werd. De gestolen objecten hadden ze teruggegeven aan het museum, en de echte dief van de Mona Lisa werd in 1913 opgespoord.
In 1916 boorde een granaatscherf zich door zijn helm en in zijn hoofd. Hij werd diverse malen geopereerd. Terug in Parijs werd hij tewerkgesteld bij de censuur en verrichtte weer veel journalistiek werk. Van 1917 tot 1918 onderhield hij ook contact met de in Zürich wonende dadaïst Tristan Tzara. In 1917 werd zijn theaterwerk Les Mamelles de Tiresias uitgegeven. Het werd op 24 juni 1917 opgevoerd onder regie van Pierre Albert-Birot, met decors van Picasso. Hij noemde dit zelf een surrealistisch drama, daarmee de term surrealisme introducerend. Door Francis Poulenc is het in 1947 bewerkt tot een opera.
In november 1918 stierf hij aan de Spaanse griep, verzwakt door een hoofdwond en werd begraven op Père-Lachaise. Na zijn dood werd Calligrammes uitgegeven, gedichten die Apollinaire in de loopgraven heeft geschreven.

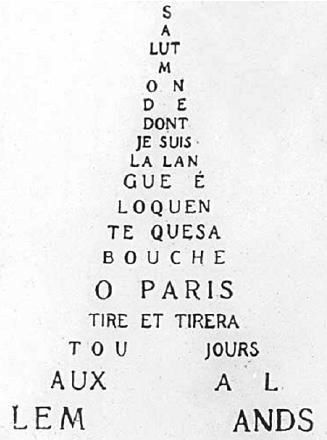
'Salut monde (...)'. Afkomstig uit Calligrammes (1918)

## Betekenis
De grote diversiteit van zijn inspiratiebronnen is kenmerkend voor het werk en vooral de poëzie van Apollinaire. Op vlak van vorm was hij eveneens opvallend: zo ontbreekt in zijn bundel Alcools elk leesteken. Hij geeft zijn gedichten vaak weer in een opvallend vrije, beweeglijke typografische vormgeving. Apollinaire was ook een van de eersten die het surrealisme en het kubisme introduceerden in de poëzie. Zo bediende hij zich van het automatisch schrijven. Zijn werk is van grote invloed geweest op Dada. André Breton noemt Apollinaire in 1940 in zijn 'Anthologie de l'humour noir' met Jean-Pierre Brisset, Alfred Jarry en Christian Morgenstern zelfs als eerste dadaïst. Hij heeft door het traditionele gebruik van taal aan de orde te stellen in ieder geval wel een vruchtbare bodem gecreëerd voor het Dadaïsme. Ook in het werk van Lucebert en de 50'ers is zijn invloed merkbaar.

## Museum
In de oude abdij van Stavelot bevindt zich het Guillaume Apollinairemuseum, een museum dat uitsluitend aan Guillaume Apollinaire is gewijd.

## Werk (selectie)

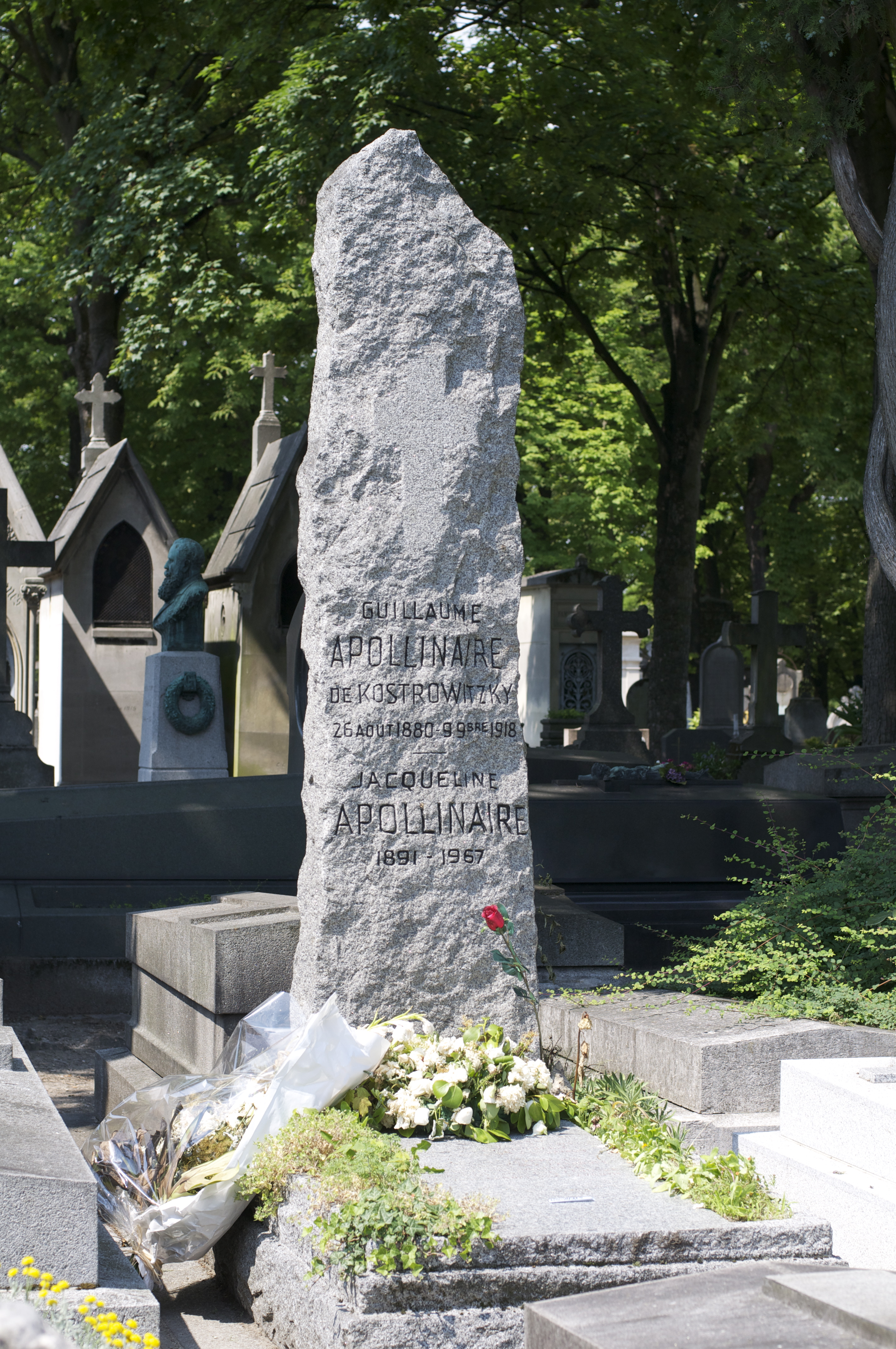
Het graf van Apollinaire op Père-Lachaise

- Les Mamelles de Tirésias (1907; toneelstuk)
- L' Enchanteur pourrissant (1909; verhalenbundel, geïllustreerd door André Derain)
- La Chanson du Mal-Aimé (1909; poëzie)
- L' Hérésiarque et Cie (1910; verhalenbundel)
- Le Bestiaire ou Cortège d’Orphée (1911; poëzie; geïllustreerd door Raoul Dufy)
- Les Peintres cubistes, méditations esthétiques (1913; essay)
- Alcools (1913; poëzie)
- Le poète assassiné (1916; verhalenbundel)
- Calligrammes (1918; poëzie)
- Le Flâneur des deux rives (1918; poëzie)
- Vitam impendere amori (1918; poëzie)
- La Femme assise (1920; roman)
- Il y a (1924; poëzie)
- Ombre de mon amour (1947; poëzie)
- Poèmes secrets à Madeleine (1949; poëzie)
- Poèmes à Lou (1955; poëzie).

## Nederlandse vertalingen
- 1969 Ketterpaus & Cie.. Vertaald door Rein Bloem
- 1972 De vermoorde dichter. Vertaald door Rein Bloem
- 1985 Het dierenboek, of Stoet van Orpheus. Vertaald door J.P. Guépin
- 1992 Elfduizend roeden, of De liefdes van een hospodar. Vertaald door Bert Simons
- 1993 De liederlijke avonturen van een jonge don Juan. Vertaald door Rita Geys
- 2007 De mooiste van Guillaume Apollinaire. Vertaald door Jan Pieter van der Sterre
- 2012 Zone. Vertaald door Paul Claes. Druksel, Gent.
- 2016 Geheime gedichten (voor Madeleine). Vertaald door Paul Claes. Uitgeverij Vleugels, Amsterdam.
- 2017 Het raam gaat open als een sinaasappel (bloemlezing). Vertaald door Kiki Coumans. Uitgeverij Vleugels, Amsterdam.
- 2018 Beestenboek (Bestiaire). Vertaald door Paul Claes. Uitgeverij Coriarius, Werchter.
- 2020 Het lied van de onbeminde (La chanson du mal-aimé). Vertaald door Paul Claes. Uitgeverij Vleugels.
- 2022 De nacht is zo mooi met zijn koerende kogels. Vertaald door Kiki Coumans. Uitgeverij Vleugels, Amsterdam. ISBN 9789493186507